# Донлесхоз
Донлесхо́з — посёлок в Красносулинском районе Ростовской области.
Входит в состав Пролетарского сельского поселения.

## Население
| 2010 |
| ---- |
| 176  |

## Улицы
| - пер. Зеленый, - ул. Лесная, - ул. Ореховая, - ул. Пионерская, | - ул. Прибалочная, - ул. Студенческая, - ул. Цветочная. |